# 一色真理
一色 真理（いっしき まこと、1946年10月19日 - ）は、日本の詩人。男性。アレゴリーを駆使した散文詩や、夢を素材にした作品を手掛ける。

## 略歴
愛知県名古屋市生まれ。東海高等学校、早稲田大学第一文学部露文専修卒業。鮎川信夫に私淑し、第30回Ｈ氏賞を受賞。日本現代詩人会会員。日本文芸家協会会員。草思社の元社員で、「ピアノの本」の編集長などを務めた。月刊詩誌「詩と思想」編集長を経て、若い詩人のためのモノクローム・プロジェクト代表。
詩人としての活動の他、1994年から12年間、インターネット上に開設された共同夢日記「夢の解放区」を主宰する。現在も自らのブログ「ころころ夢日記」で日々の夢を描き続ける。

## 受賞歴
- 1980年、『純粋病』で第30回H氏賞受賞
- 2012年、『エス』で第45回日本詩人クラブ賞受賞
- 2017年、詩人・秋谷豊への研究・評論活動に対して第7回秋谷豊賞受賞

## 著作
- 詩集「戦果の無い戦争と水仙色のトーチカ」（新世代工房）
- 「貧しい血筋」（冬至書房）
- 「純粋病」（詩学社）
- 「夢の燃えがら」（花神社）
- 「真夜中の太陽」（花神社）
- 「DOUBLES」（沖積舎）
- 「元型」（土曜美術社出版販売）
- 自伝小説「歌を忘れたカナリヤは、うしろの山に捨てましょか」（NOVA出版）
- 「夢の解放区」（共著・パロル舎）
- 「偽夢日記」（土曜美術社出版販売）
- 「夢千一夜」（電子書籍・土曜美術社出版販売、2011年）
- 「エス」（土曜美術社出版販売）
- 「一色真理詩集 新・日本現代詩文庫」（土曜美術社出版販売、2013年）
- 「エヴァ」（土曜美術社出版販売、2014年）
- 「幻力」（モノクローム・プロジェクト、2020年）